# Cermignano
Cermignano ist eine italienische Gemeinde mit 1438 Einwohnern (Stand 31. Dezember 2023) in der Provinz Teramo in den Abruzzen. Die Ortschaft ist Mitglied der Comunità Montana del Vomano, Fino e Piomba.

## Geografie
Zu den Ortsteilen (Fraktionen) zählen Montegualtieri, Poggio delle Rose und Santa Maria.
Die Nachbargemeinden sind: Bisenti, Canzano, Castel Castagna, Castellalto, Cellino Attanasio, Penna Sant’Andrea und Teramo.
Die Gemeinde liegt rund 19 Kilometer von der Provinzhauptstadt Teramo und 25 Kilometer von der Adriaküste entfernt.

## Geschichte
Die Ursprünge der Gemeinde reichen bis in vorrömische Zeiten. Durch die Sabiner wurde eine befestigte Kolonie errichtet. Im Mittelalter wurden in der Ortschaft mehrere Kirchen und der Turm La Torre di Montegualtieri errichtet.

## Bevölkerungsentwicklung
| Jahr      | 1861 | 1881 | 1901 | 1921 | 1936 | 1951 | 1971 | 1991 | 2001 | 2016 |
| Einwohner | 2389 | 2611 | 3227 | 3392 | 4121 | 4399 | 3083 | 2196 | 1970 | 1627 |

Quelle: ISTAT

## Sehenswürdigkeiten
- Der Turm La Torre di Montegualtieri
- Die Kirchen Chiesa parrocchiale di San Martino, Chiesa di Santa Maria ad Martyres und Chiesa di San’Eustachio